# Герб Жвирки
Герб Жвирки — офіційний символ селища Жвирка Львівської області, затверджений 17 листопада 2000 року сесією Жвирківської селищної ради.
Автор — А. Гречило.

## Опис герба
У червоному полі на синій основі золота міська брама з трьома вежами (середня — як вежа колишнього монастиря бернардинів, дві бокові мають по одному вікну) і відкритими воротами, в отворі яких стоїть золотий сокіл із розгорнутими крильми.

## Зміст
У гербі використано видозміну герба ХІХ ст. міста Сокаля, частиною якого раніше було селище. Середня вежа вказує на колишній монастирський комплекс, який тепер знаходиться на території Жвирки. 